# Aciotis cordata
Aciotis cordata là một loài thực vật có hoa trong họ Mua. Loài này được (Vell.) J.F. Macbr. mô tả khoa học đầu tiên năm 1929.